# Jacques Abinun
 (mai 2024).
Jacques Abinun est un plasticien français qui vit et travaille dans un atelier d’artiste de la ville de Paris, au bord du Canal de l’Ourcq, depuis 1986.

## Biographie
Peintre, graveur, sculpteur, à l’occasion scénographe et vidéaste, il mêle différentes techniques sur des supports variés dans des œuvres où reflets, reliefs, fragments, ouvertures et passages s’entrecroisent, multipliant et floutant les perspectives. À travers les grands mythes et l'observation du quotidien, il interroge les symboles et les images-signes : « L’art a-t-il un langage ? Y a-t-il une syntaxe des formes ? Peut-on lire un tableau comme on lit un livre ? ».

### Enfance, formation et débuts

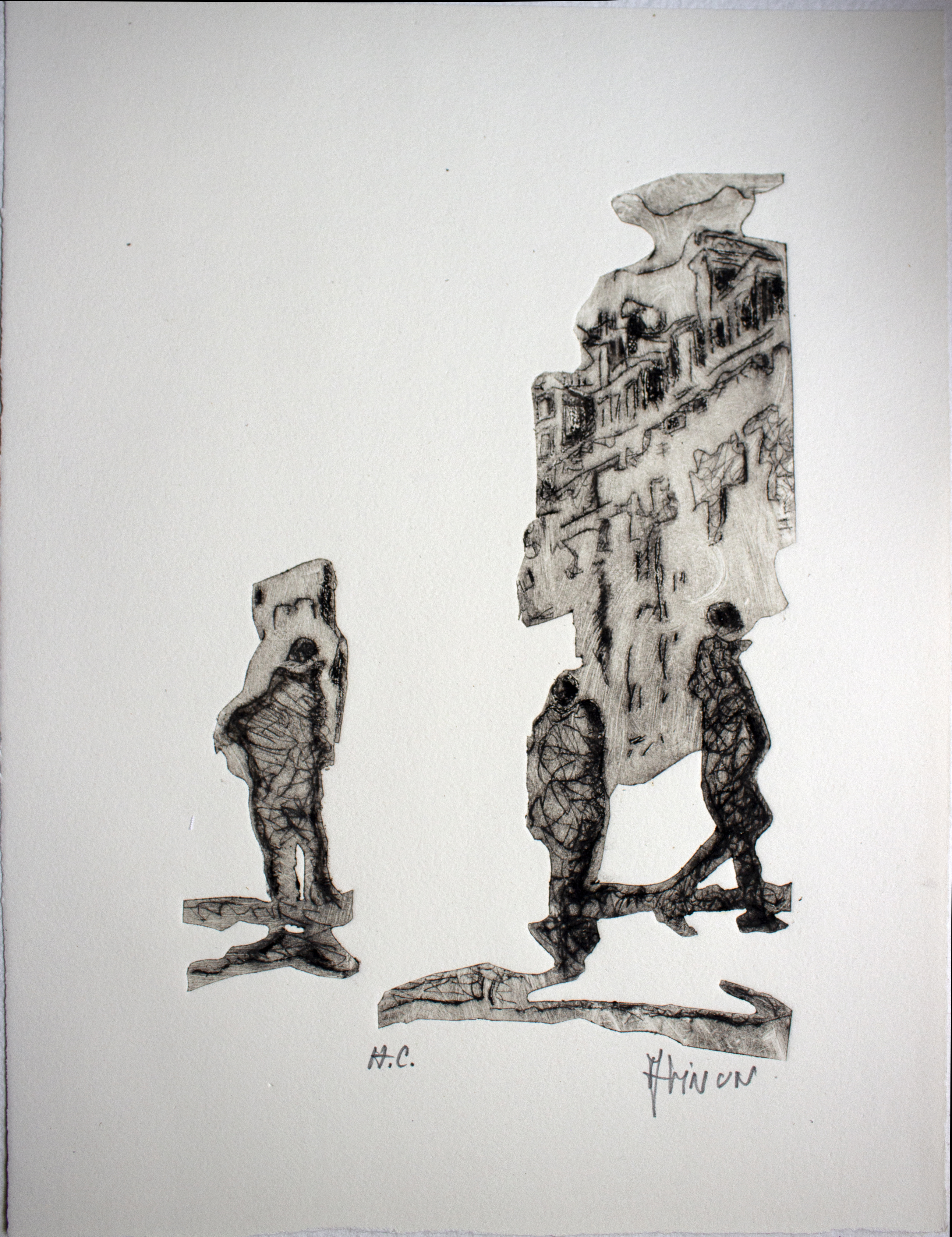
Gravure pointe sèche (40x30)

Abinun naît à Lyon en novembre 1940, second d’une fratrie de trois : l’aînée est Clarisse Nicoïdski et le benjamin Daniel Abinun. Il passe son enfance à Lyon où il découvre sa vocation au musée des Beaux-Arts. Dès ses treize ans, son but est de partir à Paris pour y devenir peintre, mais il termine ses études secondaires au lycée Lyautey à  Casablanca au Maroc où il vit avec ses parents  depuis 1953.
En 1957, à 17 ans, il part à Paris et s’inscrit à l’Académie Charpentier. Parallèlement, dès 1959/1960, il fréquente l’atelier de gravure Jean-Eugène Bersier à l’École Nationale Supérieure des Beaux-Arts; il y rencontre Robert Nicoïdski, qui deviendra le mari de sa sœur, l’écrivaine Clarisse Nicoïdski.

### Parcours
En 1965, il expose au centre culturel de la Celle-Saint-Cloud, sa toile est  achetée par la ville.
À partir de 1966, il présente régulièrement ses toiles dans plusieurs expositions collectives ou personnelles.

#### Travail sur les textes
Ses premières oeuvres picturales sont issues de recherches personnelles sur les grands textes sacrés : la Bible, les Vedas, le Livre des Morts des Anciens Egyptiens, le Livre des Morts Tibétain, le Yi King.
Il ne recherche pas à illustrer ces textes, mais en propose une autre lecture à partir des formes-symboles.
Dans les années 1974-1977, lors des expositions de ses toiles à la galerie Vendôme, il fera une rencontre importante avec l' écrivain Claude Aveline, qui lui proposera d’illustrer son poème L’oiseau qui n’existe pas.
Tout au long de sa carrière, il travaille sur différents textes :
- 1977 : La Divine Comédie de Dante Alighieri, série  de 21 toiles et de 21 eaux-fortes, éditées comme un livre sous un boîtier de cuir, enregistrées à la BNF, section des imprimés[3].
- 1985 : L’Apocalypse de Jean, 15 lithographies couleurs, format raisin, déposées à la BNF, section des imprimés[3] et à la Bibliothèque municipale d’Angers, section patrimoine[4].
- 2001 : Sonnets de Shakespeare (pointe sèche), déposés  à la BNF, réserve des livres rares[3] et à la bibliothèque Kandinsky[5].
- 2004 : Les Métamorphoses d’Ovide (dessins).
- 2013 : Dérives rabelaisiennes (dessins).

- 2021 : L’Âne d’or d’Apulée (gravures sur bois).

Et sur des textes contemporains :
- 2005 et 2014 : Conversation à domicile[6] et  Double je géographique[7], deux recueils avec le poète Michel Jean René Crouzet.
- 2023 : Sous la peau de l’eau[8], film d’animation sur un poème d’Isabel Voisin[9].

#### Évolution
Sa peinture symbolique des débuts évolue. À partir des années 1980, ses recherches et son travail portent sur le désir de constituer un alphabet des formes qui permettrait de lire les œuvres d’art  d’une autre manière. C’est dans cette quête de l’alphabet des formes que ses œuvres sont créées, interrogeant : 
- La mémoire  individuelle et ses fractures ;
- Les découvertes scientifiques et les nouvelles représentations de notre environnement qui en découlent ;
- La représentation des individus dans un quotidien banal et mouvant, leur anonymat, leur transparence au sein de la ville.

Ce travail l’amène à métisser techniques, matériaux et supports au sein d’une même œuvre :
- le plan devient volume ;
- les séquences de peintures sont morcelées, rendues autonomes par le vide ;

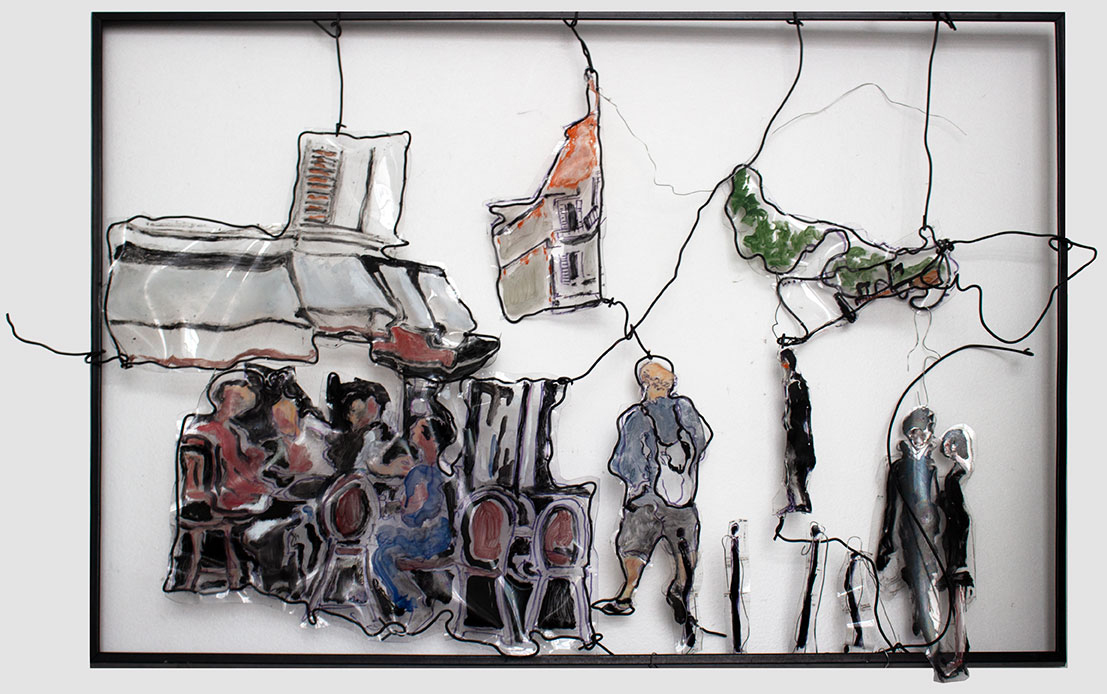
Huile sur plastique, bois, fil de fer (80x60)

- Huile sur plastique, bois, fil de fer (80x60)le plastique est utilisé en association avec la peinture et la toile pour sa transparence, sa luminosité, sa souplesse, ses possibilités de modelage…

## Expositions
Depuis 1966, il expose régulièrement dans des galeries, chez des particuliers / mécènes, dans son atelier, en France ou à l’étranger.

### Années 1970
- 1970 : Il est sélectionné  pour participer  à l’exposition de groupe  Autour de Chagall, les peintres juifs d’expression française à la galerie Vendôme à Paris.

- 1974-1975 :
  - Il entre pour trois ans à la galerie Vendôme : il y présente  chaque année une exposition personnelle.
  - Il participe également à l’inauguration de la ville nouvelle Évry II où il réalise une performance à l’Agora d’Évry : « Peindre 1 toile par jour pendant 7 jours » du 20  mars au 28 mars 1975.
  - Exposition à la Fine Art Gallery, Toronto, Canada (octobre 1974).
  - Exposition à la Eaton’s Art Gallery, Toronto, Canada (janvier 1975).

- 1977 : Salon privé de Lee Smith (directeur IBM-France) et d’Alain-R. Dagonat[3] – mécènes –, avenue Pierre de Serbie : tableaux et gravures à la pointe sèche de La Divine Comédie de Dante Alighieri[3]. Les gravures sont exposées à la Chambre de Commerce Italienne de Paris, les gravures et plaques sont exposées et entrent dans la collection de Trinity Collège Library dans le Connecticut, USA.
- 1978 : Eaton’s galerie à Toronto, Canada.

### Années 1980
- 1979-1980 : Céramique L’arbre de vie[10] (mur pignon, lors de la rénovation du centre ville de Villeneuve-La-Garenne, commande de la ville).
- 1983 : Exposition Fragments de mémoire, à la galerie Colette Dubois, catalogue préfacé par le critique André Parinaud.
- 1985 : L’Apocalypse de Jean, 15 lithographies  couleur, format raisin, présentées  par les éditions Aubépine[3],[4]:
  - FIEST  (Foire Internationale de l’Estampe) au Musée Jacquemart-André, Paris 75008.
  - Espace de l’Union des Banques de Paris, boulevard Haussmann, Paris 75008.

- 1986 : Exposition  dans le stand French quarter de la  New York Art Fair  à New York, puis chez différents galeristes rencontrés lors de cette exposition : Morin Miller Gallery, à New York, Pat Reilling Gallery à Louisville, Parc Lomont Gallery à Toronto, Canada.

- 1987 : Librairie-galerie L’Autre Rive à Paris 75006.
- 1987- 1989 : Galerie "aa", à Paris 75018.

### Années 1990
- 1990 – 1994 : Il expose dans le cadre du "mécénat d’entreprise" (sociétés d’informatique) chez Caolin et Arcane Info, Paris 75011.
- 1995 : Galerie 7, Paris 75004.
- 1997 : Galerie Saint-Charles, Paris.

### Années 2000
- 2000 : Galerie Delta, Paris 75009.

À partir de 2001, Il ouvre son atelier pour des expositions : 
- 2001/ 2002 : Sonnets[3],[5] de Shakespeare
- 2003 : Les choix de Louise
- 2004 : Les métamorphoses d’Ovide
- 2005 : Conversations à domicile, travail sur le  recueil de poésie de Michel Jean René Crouzet[6]
- 2006 : Sur l’écran de mes murs blancs.
- 2007 : Les vanités  et présentation du film d’animation  Vois, voie, voix[12],[3]
- 2008 : 
  - Rencontres  gravures en collaboration avec Pierre Colin

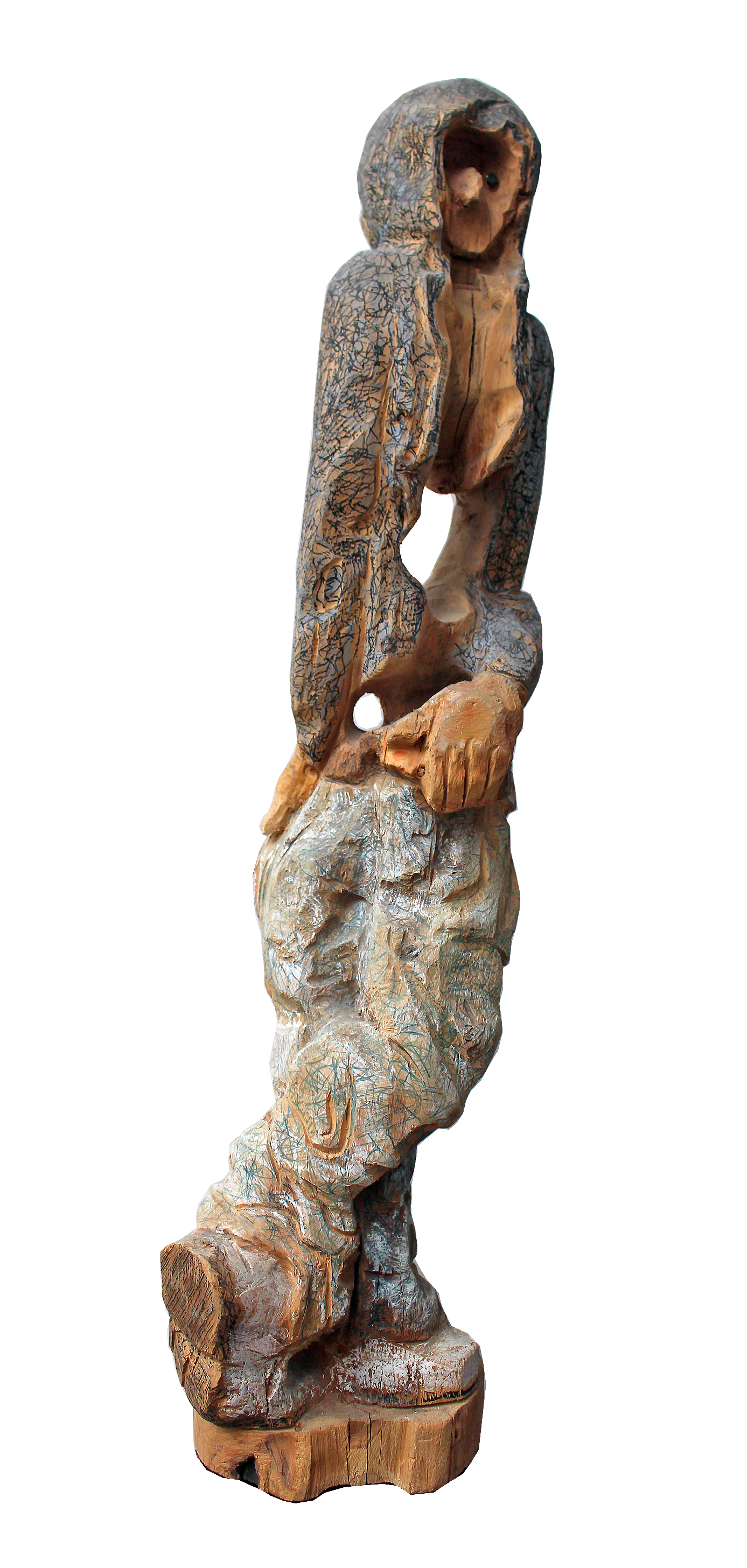
Sculpture bois polychrome, 75 cm

  - Sculpture bois polychrome, 75 cmFilatures du réel

### Années 2010
- Pause et pose
- Si vous passez par là

- 2011: Images latentes
- 2012 : Bois Gravés
- 2013 : 
  - Dérives rabelaisiennes 
  - Chambres noires

- 2014 : 
  - Double je géographique[7], sur les poèmes de Michel Jean René Crouzet et présentation du film d’animation Silence ![13],[3]
  - Faits divers

- 2015 : Natures mortes et présentation du film Chute libre[14],[3]
- 2016 : De l’actualité
- 2017 : Singuliers et anonymes
- 2018 : 
  - Le sentiment d’être là…  Peintures et dessins
  - Regards sur PBLV  (Plus belle la vie)
  - Abinun se met au vert

- 2019 : Abinun ouvre son atelier

### Années 2020
- 2020 : Le temps du confinement
- 2021 : L’Âne d’or d’Apulée
- 2021 : L’instant du regard  et film d’animation  Photos souvenirs[15]
- 2022 : Noir et blanc
- 2023 : 
  - Peintures et sculptures
  - Peintures et film d’animation  Sous la peau de l’eau[8] sur un poème d’Isabel voisin[9]

### Autres expositions
Il expose parallèlement chez des collectionneurs privés et participe à des expositions collectives :
- 2014 : Double je géographique[7], poèmes de Michel Jean René Crouzet , peintures et dessins d’Abinun, et film d’animation Silence ![13],[3] chez Elisabeth Frantz et Federico Ossola, Paris.
- 2015 : Projection de trois films d’animation Vois, voie, voix[12],[3] -  Chute libre[14],[3] - Silence ![13],[3] chez Elisabeth Frantz et Federico Ossola, Paris.
- 2018 : Le sentiment d’être là… chez Elisabeth Frantz et Federico Ossola, Paris.

- 2019 : « La SAIF fête ses 20 ans en 900 images »[16] à l’espace Niemeyer, 2, place du Colonel Fabien, Paris 75019.

- 2022 : Paysages : digestion, digression avec le Shakirail[17] au chapitre Joinville, 4, impasse Joinville, 75019.

## Bibliophilie / livres d’art
- 1984 : Apocalypse de Jean[3],[4], texte de la Bible de Jérusalem, 15 Lithographies couleur.
- 2005 : Conversation à domicile[6], poèmes de Michel Jean René Crouzet, gravures et dessins d’Abinun.
- 2008 : Rencontres, gravures d’Abinun et de Pierre Colin, exemplaires d’ateliers[18].
- 2014 : Double je géographique[7], poèmes de Michel Jean René Crouzet, gravures et dessins d’Abinun.

## Films et théâtre

### Films d’animation
- 2003 : Slouf et les Parques[19], production JC Maës
- 2007 : Vois- voie- voix[11],[12]
- 2010 : Chute libre[3],[14]
- 2015 : Silence ![3],[13]
- 2020 : Photos souvenirs[15]
- 2023 : Sous la peau de l’eau[8] en collaboration avec la poétesse Isabel Voisin[9].

Vois-voie-voix, Chute libre, Silence ! ont fait l’objet de projections et / ou de débats publics à l’Espace Jean Dame (75002), à la société des auteurs et compositeurs dramatiques SACD, aux laboratoires d’Aubervilliers, au café de Paris Ménilmontant par le collectif PROD, à l’École Nationale Supérieure des Beaux-Arts UP6 (rue de Flandre).

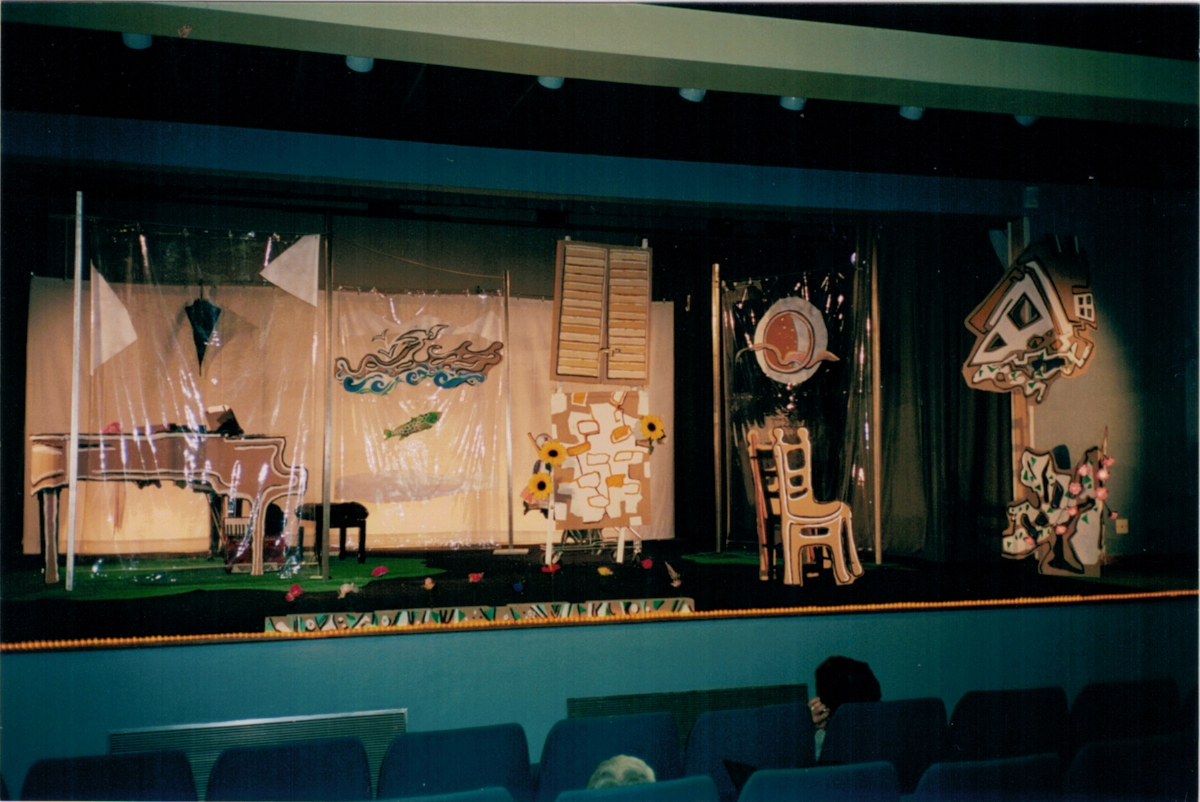
Spectacle Sauvé des os, mise en scène Jean Louis Jacopin, Douai

### Collaborations théâtrales
- 1978 : Décors pour  Chant profond juif d’Ève Griliquez[20] programmé par France Culture et joué au Festival d’Avignon.
- 1985 : Réalisation de sculptures marionnettes pour Les portes du regard [21] par la compagnie François Lazaro, Semaine de la Marionnette, Espace Kiron.
- 2000 :   Décor pour une soirée cabaret Théâtre et huîtres  proposée par Jean-Louis Jacopin en novembre à l’atelier du Plateau, Paris 75019.
- 2003 : Décors et affiche  pour Azaline se tait[22] de Lise Martin, mise en scène Jean-Louis Jacopin, Compagnie Singularis au Théâtre de la Villette, Parquet de Bal.
- 2004 : Décors et scénographie  pour Sauvé des os[23],[24] d’après l’œuvre d’Erik Satie par la compagnie « la clef des chants » mise en scène Jean-Louis Jacopin, tournée en Province.
- 2006 : Affiche pour Même pas mal[25] de Lise Martin, mise en scène Jean-Louis Jacopin au Théâtre du Lucernaire.
- 2008 : Décors  d’après Roland Topor pour Signé Topor[26],[27],[28] texte de Roland Topor mise en scène Jean-Louis Jacopin au Théâtre du Rond-Point.
- 2009 : Décors pour Boris Vian, juste le temps de vivre[29], mise en scène Jean-Louis Jacopin théâtre de Ménilmontant, ensuite au Lucernaire.
- 2009 : Affiche pour L’Enfant et les Sortilèges[30]  de Ravel par la compagnie la Volute.
- 2017 : Scénographie et création de marionnettes pour Une flûte enchantée de Mozart[31] par la compagnie La Volute à Dammartin en Goële.

## Autres activités artistiques

### Création en milieu urbain

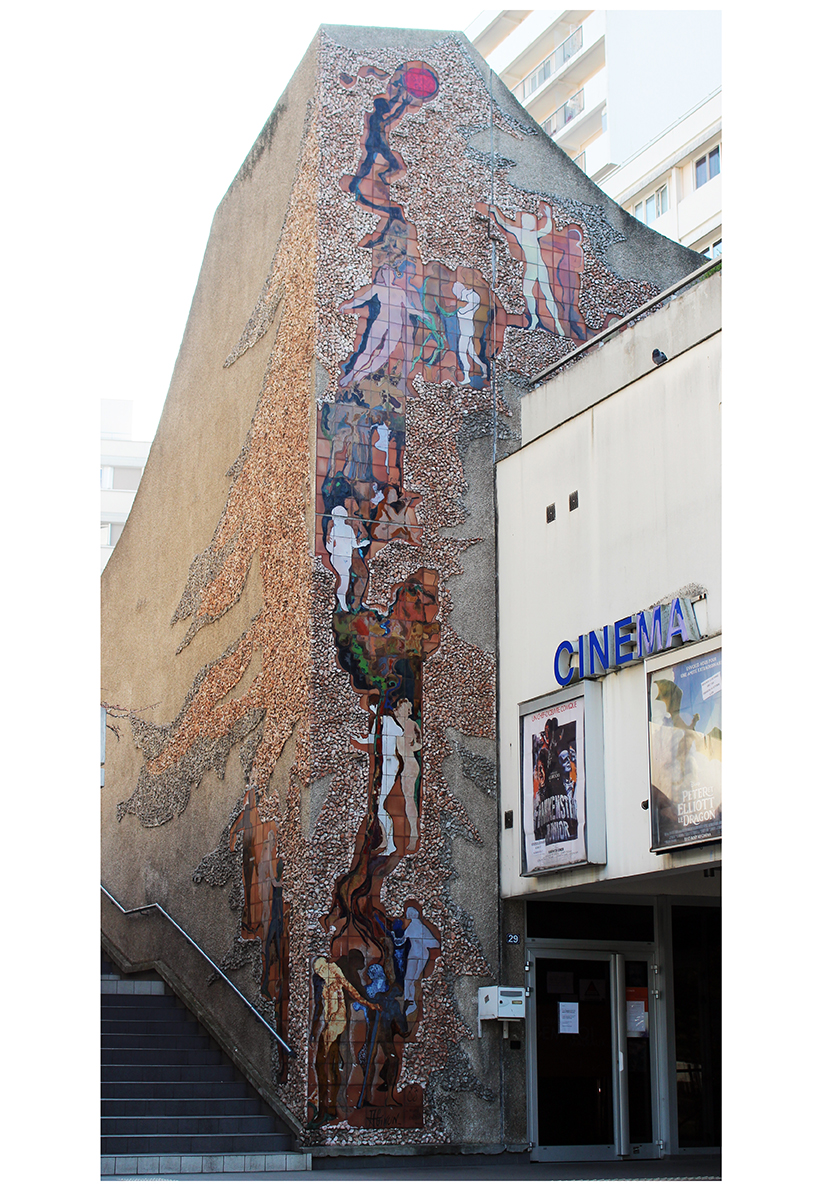
L'arbre de vie Villeneuve La Garenne Céramique agrégat de marbre 12 mètres de haut

- 1979 - 1981 : Réalisation de L’arbre de vie[10],  œuvre de 12 m de haut en carreaux de céramique sur un mur pignon, fontaine et jardin lors de l’aménagement du centre urbain de Villeneuve-la-Garenne, commande de la ville en collaboration avec le groupe d’architecte bureau d’études Jean-Gérard Prévot (Cf  bulletin municipal « l’Avenir de Villeneuve-la-Garenne » du 31 mars 1980.)
- 1986 : Sculpture pour le siège social des filatures DMC.
- 1988 : Sculptures flottantes Les bouchons[32] sur le bassin de la Villette, canal de l’Ourcq (vidéo reportage réalisé par Charles Dubois et des stagiaires de FR3).

### Travail graphique
- 1982 : Lauréat du concours d’affiches de l’Admical (Mécénat d’entreprise) organisé par Mobil Oil France, impression de l’affiche par Arte-Adrien Maeght pour l’Espace Cardin : œuvre reprise  pour  la 1ère de couverture du livre  On demande entreprises mécènes !, préface de Jacques Rigaud aux éditions Chotard et associés.

- 1982 : Les queues de Kallinaos,  1ère de couverture de l’ouvrage d’Hubert Monteilhet, Le Livre de Poche, Hachette.
- 1983 : Affiche  et  programme du 15ème festival de l’Orangerie de Sceaux  (juillet/août )[33].

- 1989-1999 : Logos, plaquettes publicitaires, cadeaux d'entreprise
  - 1989-1992 : sociétés d’informatique (Econocom, Caolin), restaurant « Le paysan de  Paris »
  - 1992-1994 : société Arcane Info
  - 1999 : société Aquila

## Catalogues d’exposition
- 1983 : Fragments de mémoire, Abinun, préface d’André Parinaud, exposition à la galerie Colette  Dubois, Paris.
- 1987 : New York Art Expo, « Art French Quarter ».
- 1990 : The International biennial exhibitions of portrait, drawings and graphics’ 90, Tuzla the yugoslav portrait gallery.
- 1992 : De Bonnard à Baselitz, Estampes et livres d’artistes, dix ans d’enrichissement du cabinet des estampes 1978-1988[34], exposition de la BNF.
- 2005 : Espace Yitzhak Rabin 1995-2005, 76 œuvres et messages de 62 personnalités littéraires, politiques et artistiques[35], Bruxelles.
- 2019 : La SAIF fête ses 20 ans en 900 images, exposition à l’espace Niemeyer, Paris.

## Collections publiques

### Réserve dumusée Beaubourg Centre  Georges Pompidou
- Portrait de l’oiseau qui n’existe pas[2], don de Claude Aveline

### BibliothèqueKandinskycentre Georges Pompidou
- Sonnets de Shakespeare (pointe sèche)[5]
- Conversation à domicile, monotypes Jacques Abinun, poèmes Michel Jean René Crouzet (2004)[6]
- Double je géographique, peintures et dessins d’Abinun, poèmes de Michel Jean René Crouzet (2014)[7]

### Bibliothèque Nationale de FranceBNF
Livres (section des livres rares)
- La Divine Comédie de Dante Alighieri (21 eaux fortes, 1977)[3]
- Apocalypse  de Jean (15 lithographies en couleurs, 1984)[3]
- Sonnets de Shakespeare (24 gravures pointe sèche, 2001)[3]

Films d’animation (département de l’audiovisuel, service images (images animées, vidéos)
- Vois- voie- voix, (2007)[3],[12]
- Chute libre, (2010)[3],[14]
- Silence ! (2015)[13],[3]

### Angers, Bibliothèque Municipale (sectionpatrimoine)
- L’Apocalypse de Jean[4]

## Regards sur l’œuvre

### Critiques
1974 : Sur l’exposition à la galerie Vendôme : 
- De Jeanine Warnod dans Le Figaro (mercredi 17 avril 1974)
- De Jacques Deschaumes dans La Nouvelle Revue des Deux Mondes (mai 1974)
- De Monique Dittière dans L’Aurore (jeudi 2 mai 1974)

1975 : Sur l’exposition à la Eaton’s Gallery  à Toronto :
- "Inspiration in the Bible" de Kay Kritzwiser in The Globe and Mail, Toronto (24 janvier)

### Articles
- 1984 : « Le peintre des symboles Abinun », Joëlle Clarin, in 17ECOSUD63.
- 1992 : « La solitude du peintre face au marché de l’art », dans La Tribune de l’Expansion[36] Marie de Varney (vendredi 26 juin), pages 14-15.

### Textes
- 1983 :

1. Préface d’André Parinaud  pour  la présentation de l’exposition Fragments de mémoire  à la galerie Colette Dubois  avec les textes  de Pierre-Louis Humbert , Jean-Noël Pancrazi, Clarisse Nicoïdski.
2. Article de Donatella Micault « Galerie Colette Dubois, Abinun », Journal de l’amateur d’Art, (octobre, page 44).

- 2004 :

1. Abinun[37], texte de Jean Attali, agrégé de philosophie, docteur ès lettres, maître assistant des écoles d’architecture, quai Malaquais.
2. L’œuvre au blanc[37], texte de Marie-Christine Navarro, journaliste sur France Culture.

- 2013 :

1. Dossier d’Art Contemporain de  Clémentine Monnoyeur sous la direction d’Aurélia Chevalier sur la restauration des œuvres d’art (en particulier le travail sur plastique volontairement fragmenté), PBC Paris 1 Panthéon-Sorbonne.

### Citations
Marie-Christine Navarro, 2004

« Quand nous regardons l'oeuvre d'Abinun - qui ne signe que de son nom - nous assistons en même temps à son processus d'élaboration, de fabrication qui se donne non seulement à voir, mais à lire dans ses fragments livrés, ses plastiques tordus hors cadre, ses papiers déchirés, ses coups de griffes rageurs qui sont autant de traces perdues de quelque chose qui advient toujours dans le mouvement. Une dynamique donc, tantôt violente, tantôt apaisée qui interroge sans cesse les limites de l'espace qui lui sont assignées, et qui interroge notre regard plus encore que nous l'interrogeons elle-même. »

Jean Attali, 2004

« L'usage de pièces de plastique thermoformées en saillie sur le fond du tableau correspond à cette échappée de la peinture en direction de la sculpture : Abinun, à la fois peintre, dessinateur, sculpteur et graveur, tente de faire communiquer les différentes langues plastiques, leurs syntaxes formelles, mais dans un style libre qui ne consiste, précisément, qu'en une absence de préjugé sur la forme. »

André Parinaud, Citation du catalogue de l'exposition Fragments de mémoire, Galerie Colette Dubois 1983

« On retrouve dans sa démarche, les caractères qui appartiennent à l'intention de la temporalité : signes évidents de la mémoire, fragments de souvenirs mythifiés, valeurs plastiques (couleur, forme, symbole) découlant de l'ordre oublié, volonté de recréation, voire, de métamorphose des valeurs de l'imaginaire, pour transgresser la réalité présente et lui conférer dans l'espace de la toile une signification temporelle, composée d'éléments - je dirais presque d'épaves - arrachées à une "durée perdue". Mais Abinun lui, nous livre ses toiles "brutes de décoffrage", comme les morceaux d'un puzzle qu'il aurait retrouvés, et sans nous les restituer dans le "climat plastique" - cette patine du temps - dont ils proviennent. »

Clarisse Nicoïdski, Citation du catalogue de l'exposition Fragments de mémoire, Galerie Colette Dubois, 1983

« Les silhouettes s'émeuvent et ainsi se dessinent : la peinture de Jacques Abinun nous dit que dans le vide - car la toile n'est rien d'autre que cet espace ainsi nommé, ainsi reconnu - le corps se fait signe, rassemble sur lui la couleur pour s'inscrire, exister sur la texture blanche et peut-être, malgré la texture blanche.
Lignes et empreintes provoquent notre mémoire la plus lointaine : ces êtres en attente ou lancés dans des mouvements dont nous ignorons, dont ils ignorent le but, semblent vouloir rejoindre ce point, au delà du trait, au delà du perceptible, où notre corps, conscient d'être orphelin, tente, du fond du temps et du vouloir, d'annuler l'Absence... »

### Films documentaires et fictions
- 1984-1985 : Apocalypse[38], film  de Nicolas Barrachin.
- 1985-1986 : Les bouchons  de  C. Dubois et les stagiaires de FR3, réalisation d’un film vidéo sur le projet des « sculptures flottantes » sur le bassin de la Villette.
- 2006 : Sur l’écran de mes murs blancs[39] film de Yannick Mines Noël.
- 2007 : Au fil des choses[40], film de Tom Boothe.
- 2013 : Le voyage d’Abinun en Rabelaisie[41], d’après l’exposition Dérives rabelaisiennes,  de Yannick Mines Noël.
- 2017 : Une flûte enchantée[31]de Mozart, film de Yannick Mines Noël.